# Yves Guillemot (homme politique)
Pour les articles homonymes, voir Yves Guillemot et Guillemot.
Yves Guillemot est un homme politique français né le 25 avril 1869 à Plougasnou (Finistère) et décédé le 19 avril 1959 à Lanmeur (Finistère)

## Biographie
Maire de Lanmeur, vice président du conseil général, il est élu sénateur du Finistère en 1927. Il s'investit sur les questions de commerce et d'agriculture. Réélu en 1929, il est battu en 1939 et quitte la vie politique.

### Sources
- « Yves Guillemot (homme politique) », dans le Dictionnaire des parlementaires français (1889-1940), sous la direction de Jean Jolly, PUF, 1960 [détail de l’édition]